# 花蜆科
花蜆科，又稱蜆科，通稱蜆，是雙殼綱簾蛤目水生軟體動物的統稱。臺灣閩南語為蜊仔（lâ-á）。此科蜊類會將殼內孵化的幼體排至周圍水中（卵胎生）。其幼體比鄰科泥蜆科（Sphaeriidae）要更小。

## 分類

### 2016年分類
根據2016年分類，原來只有化石種的花蜆科與蜆科合併；而蜆屬亦與只有化石種的花蜆屬合併成為單一一個屬。

### 屬
本科包含下列各屬：
- Batissa[1] （馬來西亞與印度尼西亞）
  - Batissa taiwanensis Nomura, 1933
  - Batissa violacea Lamarck, 1818
- 蜆屬 Corbicula Megerle von Mühlfeld, 1811：（非洲中南部、亞洲中南部）
  - 河蜆 （C. fluminea (Müller, 1774)）是世界上許多地區的入侵物種。
    - 臺灣蜆，河蜆亞種，臺灣物種。[2][3]

  - 島蜆 C. insularis Prime, 1867
  - 刻紋蜆 C. largillierti
  - 環紋蜆 C. leana Prime, 1864
  - 閃蜆 C. nitens
  - C. prodacta Martine[1]
- 小蜆屬 Corbiculina （澳洲東部）
- 紅樹蜆屬 Geloina （南亞與馬來西亞）[1]
  - 紅樹蜆 G. erosa (Lightfoot, 1786)
  - 歪紅樹蜆 G. expansa (Mousson, 1849)
- 花蜆屬 Cyrenodonax （中國大陸南部、越南）
  - 花蜆 C. formosana
- 大蜆屬 Cyrenobatissa （越南南部）
  - 大蜆 C. subsulcata
- Solielletia （埃塞俄比亚）
- Polymesoda（英语：Polymesoda） Rafinesque, 1820 （墨西哥灣沿岸、大西洋沿岸、南美洲北部）
- Neocorbicula Fischer, 1887 （南美洲北部的墨西哥灣沿岸、大西洋沿岸）
- Pseudocyrena （中美洲加勒比海地區）
- Egetaria （南美洲北部的大西洋沿岸）
- Villorita （南美洲東部）

## 食用
蜆富含蛋白質、鈣、磷、鈉、鉀、鋅，少量牛磺酸、維生素等成分。
唐朝蘇敬等人合編之《新修本草》提到：
「蜆殼陳久者止痢。車螯、蚶蠣、之屬，亦可為食，無損益，不見所主。雉入大水變為蜃。蜃者，腎，云是大蛤，乃是蚌爾，煮食諸蜊蝸與菜，皆不利人也。〔謹案〕蜆，冷，無毒。主時氣開胃，壓丹石藥，及疔瘡，下濕氣，下乳，糟煮服良。生浸取汁，洗疔瘡。多食發嗽，並冷氣，消腎。陳殼，療陰瘡，止痢。蜆肉，寒，去暴熱，明目，利小便，下熱氣，腳氣，濕毒，解酒毒，目黃。浸取汁服，主消渴。爛殼，溫，燒為白灰飲下，主反胃，吐食，除心胸痰水。殼陳久，療胃反及失精。」

## 潛在危險性
- 寄生蟲[6][7]

## 延伸阅读
[在维基数据编辑]
 《欽定古今圖書集成·博物彙編·禽蟲典·蜆部》，出自陈梦雷《古今圖書集成》

## 外部連結
- 唐朝新修本草關於蜆之記載原文 （页面存档备份，存于）
- 河蜆－趙生健康網